# Barbeta (parapet)

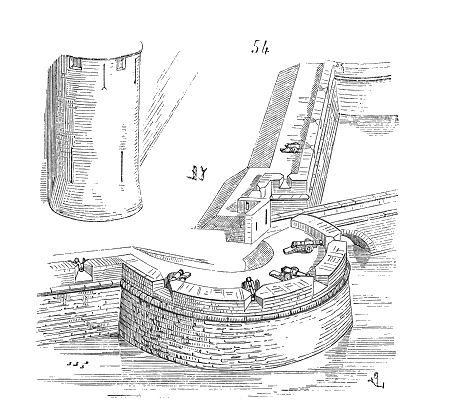
Dibuix d'una bateria d'artilleria a barbeta en una fortificació.

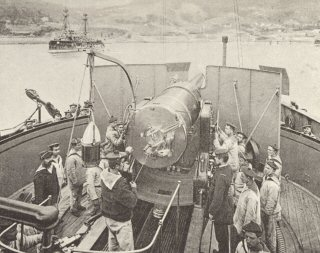
Barbeta d'una de les peces d'artilleria principals del vaixell de guerra francès Redoutable (1876).

La barbeta és un tipus de disposició d'artilleria, que pot comptar o no amb blindatge, i es pot referir tant a instal·lacions terrestres com navals. A les fortificacions la barbeta és el tros de parapet ordinàriament col·locat en els angles d'un bastió destinat al tir de l'artilleria al descobert. Es converteix la barbeta, en conseqüència, en un perfil, amb una alçada de suport a nivell de genollera, ja que la carena del parapet arriba als genolls dels servents de les peces. Quan es diu que una fortificació està construïda a barbeta, el seu parapet no té cap tronera ni merlet, ni tampoc cobreix els artillers. Quan l'artilleria es posa sobre aquest gènere de fortificació, ja sigui a les places fortes, ja en campanya, es diu que està col·locada a barbeta. En vaixells de guerra barbeta fa referència a la plataforma d'artilleria naval protegida amb blindatge pels costats, però sense estar completament closa com en una torreta (que es desenvoluparen més endavant). També pot referir-se al cilindre blindat que va des de la base de les torretes fins a les cobertes inferiors, protegint la maquinària que acciona l'artilleria i la seva munició.